# André Terrasson
André Terrasson est un oratorien et prédicateur français, né à Lyon en 1669, mort en 1723. Il est le frère de Jean Terrasson.
Il se livra avec beaucoup de succès à l'éloquence de la chaire, prêcha devant la cour (1717) et à Paris et acquit la réputation d'un des meilleurs prédicateurs du second ordre. Son éloquence était simple et noble,
forte et naturelle. Ses Sermons ont été réunis et publiés en 1726 (4 vol. in-12). On en trouve un certain nombre dans la collection des Orateurs chrétiens (Paris, 1820 et suiv.). 

## Source
« André Terrasson », dans Pierre Larousse, Grand dictionnaire universel du XIXe siècle, Paris, Administration du grand dictionnaire universel, 15 vol., 1863-1890 [détail des éditions].
- VIAF
- ISNI
- BnF (données)
- IdRef
- GND
- Tchéquie